# Martina Hannak
Martina Hannak ist eine deutsche Juristin. Sie ist seit dem 15. Juli 2022 die Präsidentin im Bundesamt für Familie und zivilgesellschaftliche Aufgaben. 

## Biografie
Martina Hannak studierte Jura und begann 2003 ihre berufliche Laufbahn als Referentin in der Bundesprüfstelle für jugendgefährdende Medien – damals noch als Martina Hannak-Mayer. Anschließend war sie von 2008 bis 2016 in unterschiedlichen Bereichen im Bundesministerium für Familie, Senioren, Frauen und Jugend tätig, zuletzt als Leiterin des Referates Grundsatzangelegenheiten der Engagementpolitik. Von April 2016 bis März 2020 war sie Vorsitzende der Bundesprüfstelle für jugendgefährdende Medien, damals hieß sie Hannak-Meinke. Vom 1. April 2020 bis zum 15. Juli 2022 war sie Vizepräsidentin im Bundesamt für Familie und zivilgesellschaftliche Aufgaben. Sie wurde am 15. Juli 2022 zur Präsidentin des Bundesamt für Familie und zivilgesellschaftliche Aufgaben ernannt. 

## Schriften
- Birgit Carus, Martina Hannak-Mayer, Ute Kortländer: Hip-Hop-Musik in der Spruchpraxis der Bundesprüfstelle für jugendgefährdende Medien (BPjM). In: BpjM-Aktuell. Sonderdruck 1, 2006 (bundespruefstelle.de (Memento vom 13. Juni 2010 im Internet Archive) [PDF]).